# Sorex haydeni
Sorex haydeni (мідиця прерійна) — вид роду мідиць (Sorex) родини мідицевих (Soricidae).

## Поширення
Країни поширення: Канада, США. Населяє луки, прерії, паркові зони, болота, трав'янисті болота, береги озер і річок.

## Опис
Це-коричневого кольору тварина зі світло-сірим низом і з довгим хвостом. Тіла близько 8 см в довжину, включаючи 3 см хвіст; вага близько 4 грамів.

## Стиль життя
Споживає комах та інших дрібних безхребетних (хробаки, молюски, багатоніжки). Активний протягом усього року. Хоча активні в будь-який час протягом дня чи ночі, зазвичай найбільш активні в перші години вранці і ввечері. Хижаки: яструби, сови, змії і лисиці.
Розмножується ймовірно триває з кінця квітня по вересень або жовтень. Вагітність, як вважають, триває близько 19–22 днів. Буває 1—3 приплоди на рік по 4—10 дитинчат, які народжуються в гнізді під колодою або каменем.